# Bridges (Alika)
"Bridges" is een nummer van de Estse  zangeres Alika Milova, uitgebracht op 2 december 2022. Milova won met het nummer Eesti Laul 2023, de nationale selectie van Estland voor het Eurovisiesongfestival van dat jaar. In de finale in Liverpool eindigde Milova op de achtste plaats. 